# Tore Vikingstad
Tore Vikingstad, född 8 oktober 1975 i Trondheim, Norge, är en norsk före detta professionell ishockeyspelare. Han avslutade sina aktiva hockeykarriär efter säsongen 2012/2013 med Stavanger Oilers i den norska ligan.
Säsongen 2005–06 utnämndes han till tyska ligans bästa spelare efter att vunnit poängligan med 23 mål och 41 assist för totalt 64 poäng på 52 matcher för DEG Metro Stars, vilket också ledde till att Vikingstad utnämndes till Norges bästa ishockeyspelare 2005–06 genom att bli tilldelad det årliga priset Gullpucken. 
Han kom hem till Norge och Stavanger sommaren 2011 efter tre säsonger i Hannover Scorpions i den tyska ishockeyligan DEL.
Vikingstad har också spelat för Viking Hockey och Stjernen Hockey i Norge, samt i Färjestads BK och Leksands IF i Elitserien. Han draftades som 180:e spelare totalt av St. Louis Blues 1999.
Vikingstad har även representerat det norska ishockeylandslaget vid ett flertal tillfällen.